# SAU-NU logic

Poartă logică NOR

Funcția SAU-NU logic, este în algebra booleană o funcție de adevăr logică care produce negarea rezultatului unei funcții logice "SAU". În engleză SAU-NU este notat prin "NOR". NOR logic sau negația disjuncției este un operator logic boolean care produce un rezultat invers disjuncției logice. Adică, (not or), p NOR q este adevărat atunci când p și q au ambele valoarea fals.  
Operatorul NOR este cunoscut și ca operație Webb sau săgeată Peirce, numită după Charles Peirce care a demonstrat că orice operație logică se poate scrie ca o expresie bazată pe operația NOR. Așadar, ca și în cazul operatorului NAND, NOR poate fi folosit ca bază, fără nici un alt operator logic, pentru un sistem logic formal (NOR devenind astfel funcțional complet).

## Definiție
Operația NOR este o operație logică asupra două valori logice, de obicei valorile a două propoziții, care produce o valoare de adevărat dacă și numai dacă ambii operanzi au valoarea fals. Cu alte cuvinte, produce valoarea fals dacă și numai dacă cel puțin unul dintre operanzi are valoarea adevărat.
Tabelul de adevăr a lui p NOR q (scris și p ⊥ q sau p ↓ q) este următorul:
| p | q | p ↓ q |
| - | - | ----- |
| F | F | A     |
| F | A | F     |
| A | F | F     |
| A | A | F     |

O modalitate de a exprima p NOR q este {\displaystyle {\overline {p\lor q}}}, unde simbolul {\displaystyle \lor } semnifică OR, iar bara de deasupra expresiei semnifică negația expresiei de sub bară. În esență, {\displaystyle \neg (p\lor q)}.

## Negația disjuncției
NOR are proprietatea interesantă că toți ceilalți operatori logici pot fi exprimați prin diverse funcții cu NOR.
| "non p" este echivalent cu "p NOR p"                                       | {\displaystyle {\overline {p}}\equiv {\overline {p+p}}}                                                                        |
| "p și q" este echivalent cu "(p NOR p) NOR (q NOR q)"                      | {\displaystyle p\cdot q\equiv {\overline {{\overline {(p+p)}}+{\overline {(q+q)}}}}}                                           |
| "p sau q" este echivalent cu "(p NOR q) NOR (p NOR q)"                     | {\displaystyle p+q\equiv {\overline {{\overline {(p+q)}}+{\overline {(p+q)}}}}}                                                |
| "p implică q" este echivalent cu "((p NOR q) NOR q) NOR ((p NOR q) NOR q)" | {\displaystyle p\rightarrow q\equiv {\overline {{\overline {({\overline {(p+q)}}+q)}}+{\overline {({\overline {(p+q)}}+q)}}}}} |

Și operatorul NAND logic are capacitatea de a exprima toate operațiile logice.
Computerul folosit în naveta spațială care a transportat pentru prima dată oameni pe lună, Apollo Guidance Computer, a fost construit complet numai din porți NOR cu trei intrări.

## Poartă SAU-NU (NOR)
Poarta NOR  este o poartă logică digitală care implementează operația de producere a unui rezultat invers disjuncției logice

## Simboluri
Există două simboluri pentru porțile NOR: simbolul 'militar' și simbolul 'dreptunghiular'. Pentru mai multe informații, vezi simbolurile porților logice.

Simbol 'Militar'
Simbol 'Dreptunghiular'

## Descriere hardware și așezarea pinilor

Diagrama aranjamentului porţilor NOR într-un circuit integrat 4001 CMOS standard.

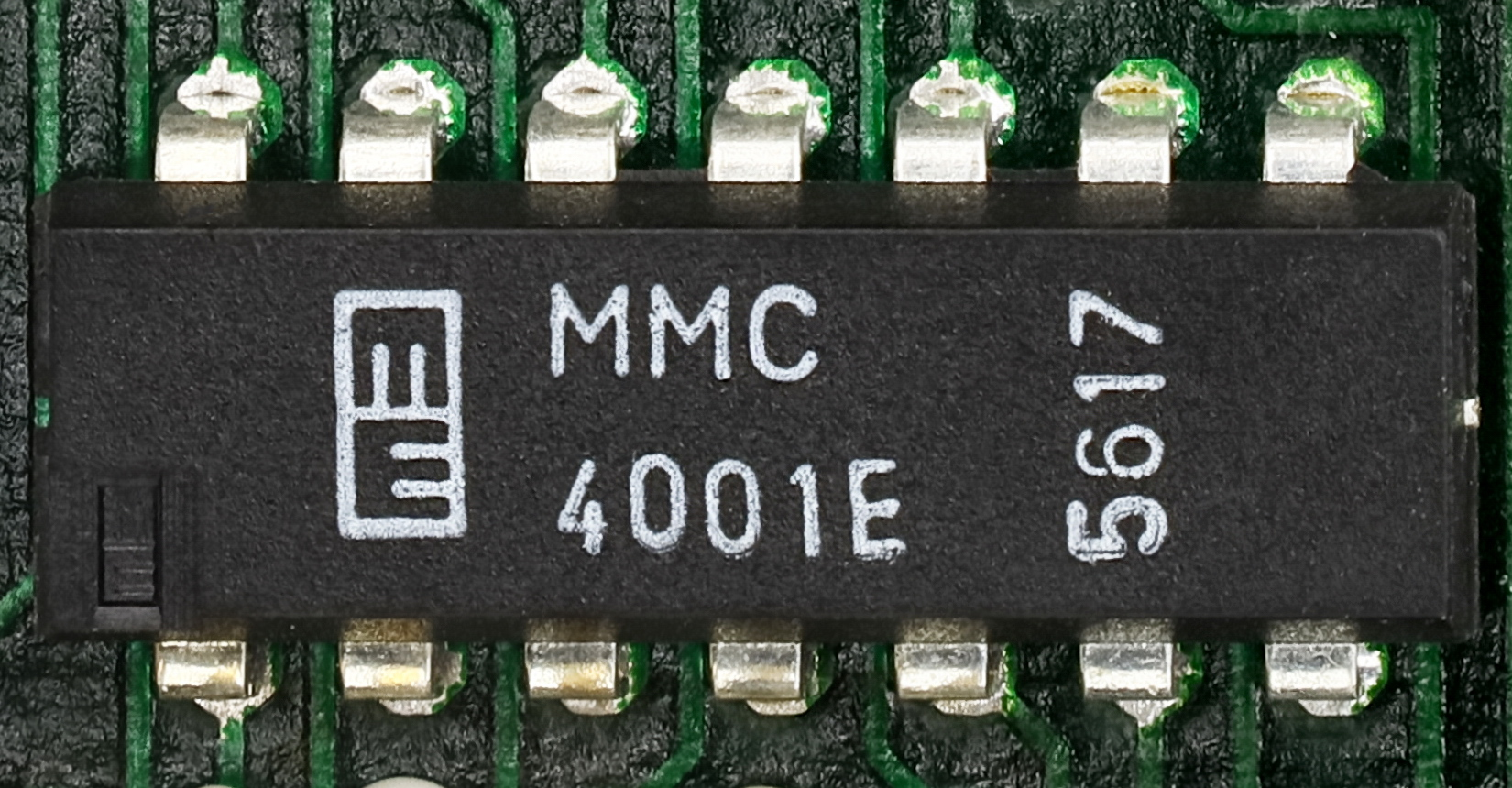
Circuit integrat 4001 CMOS standard.

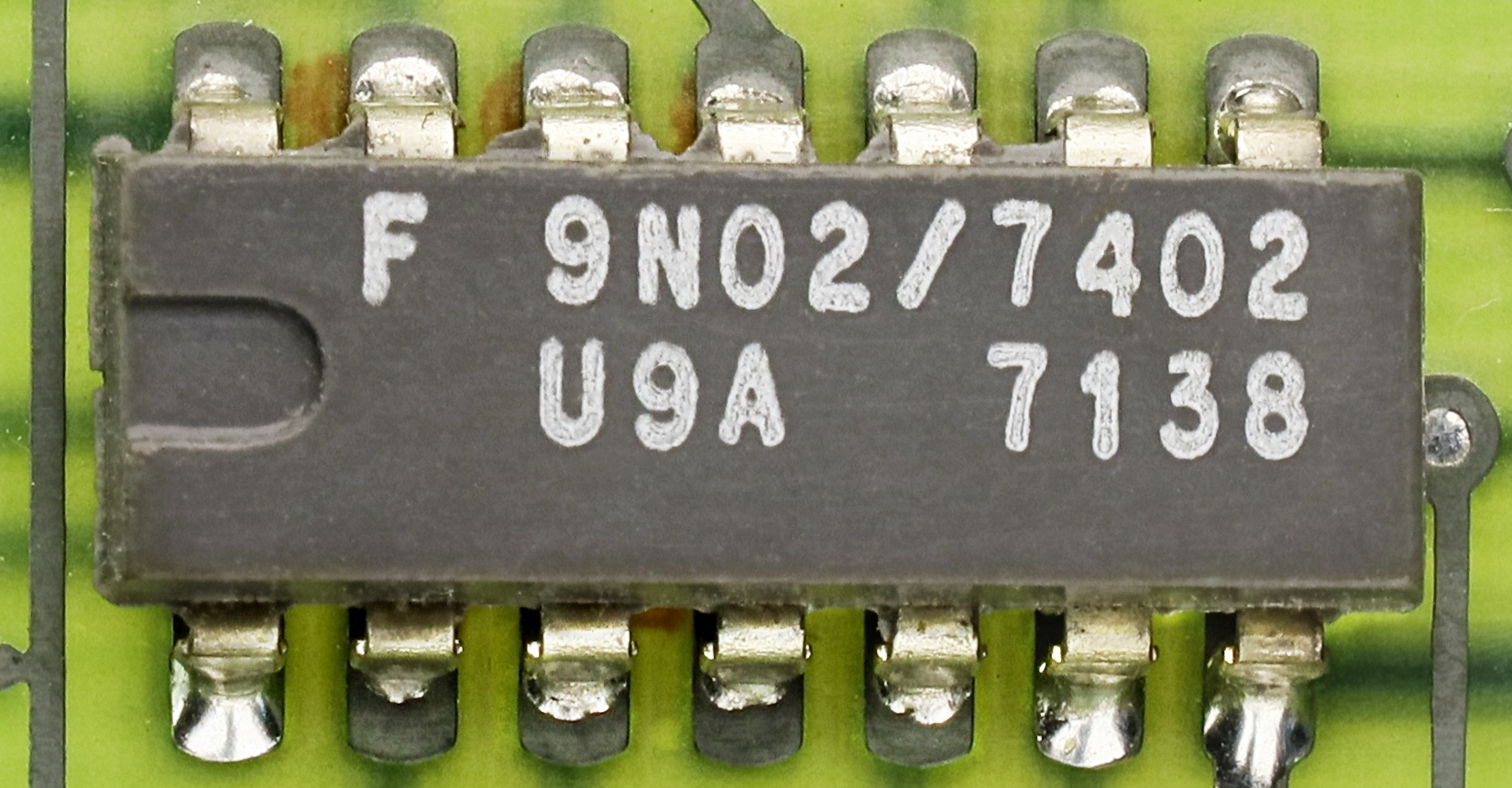
Circuit integrat 7402 TTL standard.

Porțile NOR sunt porți logice de bază și de aceea sunt recunoscute în TTL și circuitele integrate CMOS. 
Circuitul integrat standard, seria 4000, CMOS este 4001, care include patru porți independente cu două intrări.
Varianta pentru circuitele TTL este seria 7402.
Pe lângă poarta SAU-NU (NOR) standard, cu două intrări, mai există și:
- CMOS:
  - 4000: Poartă NOR (dublă pe CI) cu 3 intrări plus un inversor separat
  - 4001: Poartă NOR (dublă pe CI) cu 4 intrări
  - 4002: Poartă NOR duală cu 4 intrări
  - 4025: Poartă NOR triplă cu 3 intrări
- TTL:
  - 7425: Poartă NOR cu 4 intrări (două porți pe CI) cu intrare de STROBE
  - 7427: Poartă NOR cu 3 intrări (trei porți pe CI)
  - 7428: Poartă NOR cu 2 intrări (patru porți pe CI) iesire tip driver, fan-out=30
  - 7429: Poartă NOR cu 4 intrări (două porți pe CI)
  - 7433: Poartă NOR cu 2 intrări (patru porți pe CI), ieșiri open colector
  - 7436: Poartă NOR cu 2 intrări (patru porți pe CI), pinout diferit de 7402
  - 74260: Poartă NOR cu 5 intrări (două porți pe CI)
  - 74805: Poartă NOR cu 2 intrări (șase porți pe CI)